# Pia Rehnquist
Pia Kristina Rehnquist, född 16 augusti 1972 i Sankt Lars församling i Linköping, är en svensk journalist, chefredaktör för Sydsvenskan från 2014 till 10 maj 2020 och sedan maj 2020 publicistisk chef för Bonnier News Local.
Rehnquist började på Sydsvenskan år 2000, först på Malmöredaktionen, därefter på Lundaredaktionen där hon också varit chef. År 2008 blev hon chef för ekonomiredaktionen. I januari 2013 blev hon redaktionschef på tidningen.
År 2014 blev hon Sydsvenskans chefredaktör i samband med samgåendet med Helsingborgs Dagblad. I april 2020 meddelades att Rehnquist blir publicistisk chef för Bonnier News Local.